# Bota de Oro 1969-70

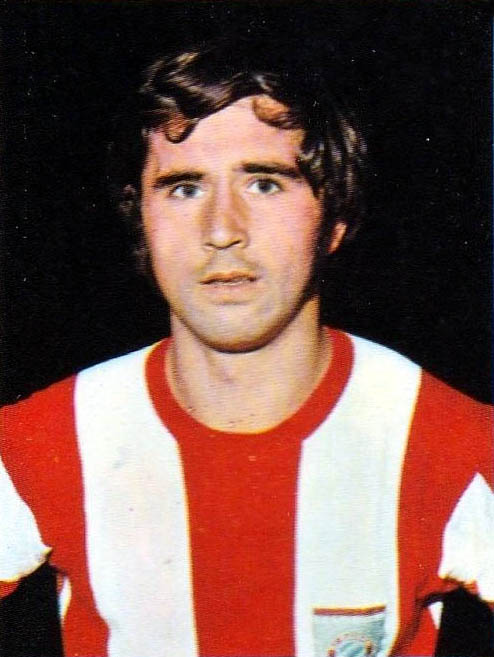
Gerd Müller, ganador en 1969-70.

La Bota de Oro 1969-70 fue un premio entregado por la European Sports Magazines al futbolista que logró la mayor cantidad de goles en la temporada europea.
El ganador de este premio fue el jugador alemán Gerd Müller por haber conseguido 38 goles en la Bundesliga. Müller ganó la bota de oro cuando jugaba para el equipo F.C. Bayern de Múnich.

## Resultados
| Posición | Futbolista     | Club                  | Campeonato                   | Goles |
| -------- | -------------- | --------------------- | ---------------------------- | ----- |
| 1        | Gerd Müller    | F.C. Bayern de Múnich | Bundesliga                   | 38    |
| 2        | Carlo Devillet | CA Spora Luxembourg   | Division Nationale           | 31    |
| 3        | Petar Zhekov   | PFC CSKA Sofia        | Liga Profesional de Bulgaria | 31    |